# Africada pós-alveolar não sibilante sonora
A africada pós-alveolar não sibilante sonora é um fonema raramente encontrado. É a versão expressa de /t̠ɹ̠̊˔/. É formado pela união de /d̠/ e /ɹ̠˔/ quando pronunciados juntos.

## Características
- Sua forma de articulação é africada, o que significa que é produzida primeiro interrompendo totalmente o fluxo de ar, depois permitindo o fluxo de ar através de um canal restrito no local de articulação, causando turbulência.
- Seu local de articulação é pós-alveolar, o que significa que é articulado com a ponta ou a lâmina da língua atrás da crista alveolar.
- Sua fonação é sonora, o que significa que as cordas vocais vibram durante a articulação.
- É uma consoante oral, o que significa que o ar só pode escapar pela boca.
- É uma consoante central, o que significa que é produzida direcionando o fluxo de ar ao longo do centro da língua, em vez de para os lados.
- O mecanismo da corrente de ar é pulmonar, o que significa que é articulado empurrando o ar apenas com os pulmões e o diafragma, como na maioria dos sons.

## Ocorrência
| Língua | Língua                 | Palavra | AFI       | Significado | Notas |
| ------ | ---------------------- | ------- | --------- | ----------- | --- |
| Inglês | Australiano            | dream   | [d̠͡ɹ̠˔ʷɪi̯m] | Sonho       | Realização fonética da sequência tônica inicial da sílaba /dr/. Na pronúncia do General American e Received Pronunciation, a alternativa menos comum é alveolar [d͡ɹ̝]. |
| Inglês | General American       | dream   | [d̠͡ɹ̠˔ʷɪi̯m] | Sonho       | Realização fonética da sequência tônica inicial da sílaba /dr/. Na pronúncia do General American e Received Pronunciation, a alternativa menos comum é alveolar [d͡ɹ̝]. |
| Inglês | Received Pronunciation | dream   | [d̠͡ɹ̠˔ʷɪi̯m] | Sonho       | Realização fonética da sequência tônica inicial da sílaba /dr/. Na pronúncia do General American e Received Pronunciation, a alternativa menos comum é alveolar [d͡ɹ̝]. |
| Inglês | Porto Talbot           | dream   | [d̠͡ɹ̠˔iːm]  | Sonho       | Realização fonética da sequência tônica inicial da sílaba /dr/. Na pronúncia do General American e Received Pronunciation, a alternativa menos comum é alveolar [d͡ɹ̝]. |